# جامعة لكهنؤ
جامعة لكهنؤ (بالهندية: लखनऊ विश्वविद्यालय)، هي جامعة حكومية عامة مقرها في لكهنؤ، أوتار براديش. تأسست جامعة لكهنؤ عام 1867، وهي واحدة من أقدم مؤسسات التعليم العالي المملوكة للحكومة في الهند. يقع الحرم الجامعي الرئيسي لجامعة لكهنؤ في بادشاه باغ، في منطقة طريق الجامعة بالمدينة مع الحرم الجامعي الثاني في يانكيبورام.
جامعة لكهنؤ هي جامعة تعليمية وسكنية ومنتسبة، تم تنظيمها في أكثر من 500 كلية و 17 معهدًا، وتقع في جميع أنحاء المدينة والمناطق المحيطة الأخرى، وتغطي 4 مقاطعات: راي باريلي وهاردوي وسيتابور ولاكيمبور وخيري.
وهي تابعة لهيئة المنح الجامعية ؛ رابطة جامعات الكومنولث (ACU)؛ اتحاد الجامعات الهندية (AIU)؛ مجلس التعليم عن بعد (DEC). وتشمل الاعتمادات الأخرى المجلس الوطني للتقييم والاعتماد (NAAC)؛ المجلس الوطني لتعليم المعلمين (NCTE)؛ مجلس نقابة المحامين في الهند (BCI). كانت تابعة لـ UGC في عام 1921.

## تاريخ
فكرة إنشاء جامعة في لكهنؤ تم تصورها من قبل رجا السير محمد علي محمد خان، حيث ساهم بمقال في جريدة الرواد الشهيرة آنذاك، حث فيه على تأسيس جامعة في لكهنؤ. في وقت لاحق، تم تعيين السير هاركورت بتلر نائب حاكم المقاطعات المتحدة، وحظي أيضًا باهتمام محمد خان المعروف في جميع الأمور، لا سيما في الأمور التعليمية. تم اتخاذ الخطوة الأولى لإنشاء الجامعة عندما اجتمعت لجنة عامة من التربويين والأشخاص المهتمين بالتعليم الجامعي المعين لهذا الغرض، في مؤتمر في مقر الحكومة، لكهنؤ، في 10 نوفمبر 1919. في هذا الاجتماع، حدد السير هاركورت بتلر، بصفته رئيس اللجنة، المخطط المقترح للجامعة الجديدة.
بعد مناقشة تفصيلية، تقرر لاحقًا أن جامعة لكهنؤ يجب أن تكون جامعة وحدوية وتعليمية وسكنية على النحو الموصى به من قبل بعثة جامعة كلكتا، 1919، ويجب أن تتكون من كليات الآداب، بما في ذلك الدراسات الشرقية والعلوم والطب والقانون، إلخ. تم تشكيل ست لجان فرعية، خمس منها لبحث المسائل المتعلقة بالجامعة وواحدة للنظر في ترتيبات توفير التعليم المتوسط. اجتمعت هذه اللجان الفرعية خلال شهري نوفمبر وديسمبر 1919 ويناير 1920 ؛ وتم عرض تقارير اجتماعاتهم على المؤتمر الثاني للجنة العامة في لكهنؤ في 26 يناير 1920 ؛ تم النظر في مداولاتها ومناقشتها، وتم تأكيد تقارير خمس من اللجان الفرعية بعد بعض التعديلات. ومع ذلك، كانت مسألة دمج كلية الطب في الجامعة مفتوحة في الوقت الحالي لمزيد من المناقشة. في ختام المؤتمر، روبية. تم إعلان لكح واحد من كل من رجا محمود أباد وجهانجيراباد كأموال رأسمالية.
تم عرض قرارات المؤتمر الأول جنباً إلى جنب مع توصيات اللجان الفرعية كما تم تأكيدها في المؤتمر الثاني أمام اجتماع جامعة الله أباد في 12 مارس 1920، وتقرر تعيين لجنة فرعية للنظر فيها وتقرير إلى مجلس الشيوخ.
تم النظر في تقرير اللجنة الفرعية في اجتماع غير عادي لمجلس الشيوخ في 7 أغسطس 1920، حيث ترأس المستشار، وتمت الموافقة على المخطط بشكل عام. في غضون ذلك، تمت إزالة صعوبة دمج كلية الطب في الجامعة. خلال نيسان / أبريل 1920، وضع السيد سي. ثم تمت إحالته إلى لجنة مختارة اقترحت عددًا من التعديلات، أهمها تحرير دستور هيئات الجامعة المختلفة ودمج كلية التجارة. أقر المجلس هذا القانون، بصيغته المعدلة، في 8 أكتوبر 1920. حصل قانون جامعة لكهنؤ، رقم V لعام 1920، على موافقة نائب الحاكم في 1 نوفمبر، والحاكم العام في 25 نوفمبر 1920.
تم تشكيل محكمة الجامعة في مارس 1921 وعقد الاجتماع الأول في 21 مارس 1921، والذي ترأسه المستشار. ظهرت سلطات الجامعة الأخرى مثل المجلس التنفيذي والمجلس الأكاديمي والكليات إلى حيز الوجود في أغسطس وسبتمبر من عام 1921. اللجان والمجالس الأخرى، سواء كانت قانونية أو غير ذلك، تم تشكيلها بمرور الوقت. في 17 يوليو 1921، قامت الجامعة بالتدريس - الرسمي وغير الرسمي. تم التدريس في كليات الآداب والعلوم والتجارة والقانون في كلية كاننج والتدريس في كلية الطب في كلية الطب في مستشفى الملك جورج. تم تسليم كلية كانينغ إلى الجامعة في 1 يوليو 1922، على الرغم من أنه قبل هذا التاريخ، تم وضع المباني والمعدات والموظفين وما إلى ذلك، التابعة لكلية كانينج، تحت تصرف الجامعة بلا مضض لأغراض التدريس وإقامة. تم نقل كلية طب الملك جورج ومستشفى الملك جورج من قبل الحكومة إلى الجامعة في 1 مارس 1921.
في النهاية، قدمت كلية الطب بجامعة الملك جورج (جامعة الملك جورج الطبية حاليًا ) وكلية كانينج وكلية إيزابيلا ثوبرن مساعدة هيكلية وتعليمية وإدارية لإنشاء الجامعة.

## حرم الجامعة

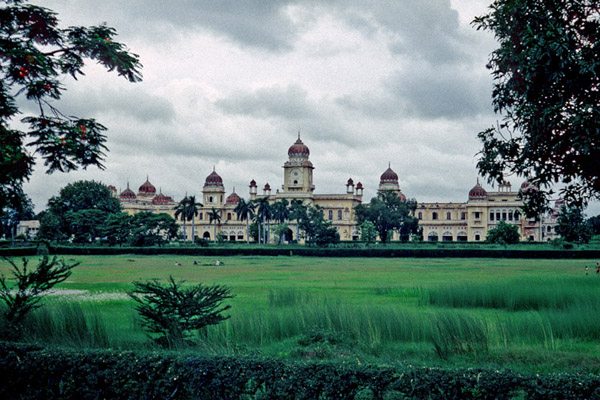
الحرم الجامعي القديم لجامعة لكهنؤ

في الأيام الأولى، لم يكن لكلية كانينج مبنى خاص بها، وتغير مشهد نشاطها بشكل دوري حيث ثبت أن أحد المباني أو المباني الأخرى غير مناسب أو غير كاف. خلال الإثني عشر عامًا الأولى، تم نقل الكلية من موقعها الأصلي، قصر أمينودا الله، إلى عدد من الأماكن، واحدة تلو الأخرى، بما في ذلك لال برداري. أخيرًا، تم إسكانه في المبنى الخاص به في قيصر باغ . تم وضع حجر الأساس لهذا المبنى الجديد من قبل نائب الملك، السير جون لورانس، منذ 13 نوفمبر 1867، لكن أعمال البناء لم تكتمل حتى عام 1878. في 15 نوفمبر من ذلك العام، افتتح السير جورج كوبر، مفوض أفاده رسميًا المبنى الجديد.
لأكثر من 30 عامًا، ظلت كلية كانينج في مبنى قيصر باغ، لكن هذا الموقع لم يكن مناسبًا لتطوير مؤسسة سكنية كبيرة. سادت حكومة المقاطعة لتقديم مساعدتها ووافقت على الفور على شراء مبنى الكلية مقابل مبلغ روبية. 2,10,000 / - لإيواء المتحف الإقليمي. في عام 1905، سلمت الحكومة للكلية الحديقة الواسعة المسورة التي تبلغ مساحتها حوالي 90 فدانًا شمال نهر جومتي، والمعروفة باسم «بادشاه باغ»، وهي في الأصل منزل حديقة للملك ناصر الدين حيدر، ومنذ ذلك الحين في أفاده، أصبح مقراً لإقامة مهراجا كابورتالا. ومن المبنى الملكي القديم لهذه الحديقة، لا يزال موجودا لليوم فقط لال برداري، وبوابة واحدة عالية وقناة واحدة.
بعد مساعدة مالية أخرى من مهراجا سير بهاجواتي سينغ من بالرامبور، بدأ تنفيذ مبنى جديد في التبلور. أسندت مخططات المبنى إلى المهندس المعماري المعروف. السير سوينتون جاكوب، الذي أعد تصميمًا مثيرًا للإعجاب على الطراز الهندوسي. اعتبر الخبراء مخططات المبنى مميزة وأنيقة للغاية لدرجة أنهم أرسلوا لاحقًا للتظاهر في المعرض الذي أقيم في لندن بمناسبة مهرجان الإمبراطورية في عام 1911.
المكتبة المركزية للجامعة المعروفة باسم مكتبة طاغور هي واحدة من أغنى المكتبات في البلاد. صممه السير والتر بورلي جريفين، مصمم العاصمة الأسترالية كانبرا. لديها كتب 5.25 لكح و 50000 مجلة وحوالي 10000 نسخة من الدكتوراه المعتمدة. ودي ليت. الأطروحات. المكتبة بأكملها على الإنترنت مع موقعها على شبكة الإنترنت.
من أجل علاقة صحية بين المعلمين والطلاب وأعضاء هيئة التدريس غير المدرسين، أنشأت الجامعة ثلاث هيئات مستقلة - رابطة معلمي جامعة لكهنؤ واتحاد طلاب جامعة لكهنؤ وجامعة لكهنؤ كارماشاري باريشاد. (اتحاد العمال) نظم اتحاد الطلاب بضع ندوات وطنية حول القضايا ذات الصلة، وعمل في اتجاه تحسين الظروف المعيشية للطلاب في الحرم الجامعي وفي النزل. كما قامت بغرس الأشجار ومعسكرات للتبرع بالدم.
توفر الجامعة أيضًا مرافق سكنية للمعلمين والطلاب وأعضاء هيئة التدريس. يوجد إجمالي 17 نزل للبنين والبنات في الجامعة. يمكن أن تستوعب قاعة كايلاش وقاعة نيفديتا ما يقرب من 600 طالبة. يتم الاعتناء باحتياجات الطلاب خارج المناهج الدراسية والتوظيف من قبل العديد من المراكز والجمعيات، مثل التفويضات، والاتحاد الرياضي، ومركز الأنشطة الثقافية، ومكتب المعلومات والتوظيف، ومركز المعلومات والنشر والعلاقات العامة. من السمات المهمة للجامعة تنظيم برامج نظام الخدمة الوطنية المنتظمة لخلق الوعي بالخدمة الاجتماعية بين الطلاب. كما تقدم الجامعة تدريبًا عسكريًا للطلاب من خلال جناح إن سي سي.
خلال السنوات العشرين الماضية، كان هناك امتداد للحرم الجامعي. يتضح هذا من خلال حقيقة أن مبنى ضخمًا ومهيبًا، كجزء من الحرم الجامعي الجديد، قد تم تشييده على 75 فدانًا من الأراضي التي قدمتها حكومة الولاية على طريق سيتابور بالقرب من معهد الهندسة والتكنولوجيا.

## التنظيم والإدارة

### كليات

#### كلية الفنون

##### الإدارات
- التاريخ الهندي القديم وعلم الآثار.
- الأنثروبولوجيا.
- الثقافة العربية والعربية.
- الثقافة الاسيوية.
- الدفاع والدراسات الإستراتيجية.
- اقتصاديات.
- اللغة الإنجليزية واللغات الأوروبية الحديثة.
- التربية (علم أصول التدريس).
- علم الطب الشرعي (تحت سلطة قسم الأنثروبولوجيا).
- جغرافية.
- الهندية واللغات الهندية الحديثة (البنغالية والتاميلية والماراثية).
- علم الوطن.
- الصحافة والاتصال الجماهيري.
- جيوتير فيجيان (علم التنجيم).
- علم المكتبات والمعلومات.
- اللغويات.
- التاريخ الهندي في العصور الوسطى والحديثة (MIH).
- فارسي وشرقي فارسي.
- فلسفة.
- العلوم السياسية.
- الدراسات السكانية.
- الإدارة العامة.
- علم النفس.
- علم الاجتماع.
- الخدمة الاجتماعية.
- اللغة السنسكريتية والبراكريتية.
- إدارة السياحة والسفر.
- الأردية.
- التاريخ الغربي.
- دراسات المرأة والجنس.

#### كلية التجارة[8]

##### الإدارات
- التجارة (المحاسبة والتمويل والتسويق والإدارة).
- الاقتصاد التطبيقي.[9]
- إدارة الأعمال.

#### كلية التربية

##### قسم، أقسام
- التعليم والبحث والتطوير.
- التربية البدنية وإدارة الرياضة.

#### كلية الحقوق[10]

##### قسم، أقسام
- القانون.[11]

#### كلية العلوم

##### الإدارات
- الأنثروبولوجيا.
- علم الحيوان.
- علم النبات.
- كيمياء.
- جيولوجيا.
- الفيزياء.
- الرياضيات.
- الفلك.
- الكيمياء الصيدلانية.
- الكيمياء الحيوية.
- علوم الكمبيوتر.
- إحصائيات.

#### كلية الهندسة

##### الإدارات
- هندسة الإلكترونيات والاتصالات (ECE).
- الهندسة المدنية (CE).
- علوم وهندسة الكمبيوتر (CSE).
- الهندسة الكهربائية (EE).
- الهندسة الميكانيكية (ME).

#### كلية الفنون الجميلة

##### الإدارات
- الفنون الجميلة.
- الفن التجاري.
- الفن والحرف.
- تصميم الرسومات.

#### كلية اليوجا والطب البديل

##### الإدارات[12]
- اليوغا.[13]
- العلاج الطبيعي.[14]

#### كلية الأيورفيدا[15]
- قسم الأيورفيدا.

1. كلية أوناني.[16]

- قسم أوناني.

## المعهد والمراكز
- علم الإدارة.[17]
- دراسات سياحية.
- دراسات التنمية.
- الدراسات الحضرية.
- دراسات المرأة.
- معالجة الأغذية والتكنولوجيا.
- الاتصال الجماهيري في العلوم والتكنولوجيا.[18]
- العلوم الصيدلانية.[19]
- علم الوراثة الجزيئية المتقدمة والأمراض المعدية.[20]

## أكاديميون

### خريج متميز

#### سياسة
- عارف محمد خان، سياسي، كاتب عمود، وزير الاتحاد السابق، والي كيرالا.
- أشوتوش تاندان، وزير في حكومة ولاية أوتار براديش.
- أتول كومار أنجان، السكرتير الوطني للحزب الشيوعي الهندي.
- براجيش باتاك، نائب سابق، ووزير قانون ولاية أوتار براديش حاليًا.
- شاندرابال سينغ ياداف، عضو راجيا سابها.
- دينيش شارما، نائب رئيس وزراء ولاية أوتار براديش.
- عبد الغفور أحمد، سياسي باكستاني، مؤلف، وزير فيدرالي سابق للصناعة والإنتاج.
- هريش راوات، رئيس وزراء أوتارانتشال السابق.
- كريشنا شاندرا بانت وزير الدفاع السابق.
- لالجي توندون، الحاكم الثاني والعشرون لماديا براديش، الحاكم الثامن والعشرون لولاية بيهار.
- بوشكار سينغ دامي، رئيس وزراء أوتارانتشال.
- PL بونيا، عضوة راجيا سابها.
- راجراج براتاب سينغ (رجا بهاية)، عضو الجمعية التشريعية (الهند) كوندا، براتابجاره (أوتار براديش).
- رام جوفيند تشودري، زعيم المعارضة في الجمعية التشريعية لأوتار براديش.
- شانكار دايال شارما، الرئيس. [21]
- شيفبال سينغ ياداف، سياسي ووزير سابق في الحكومة في حكومة أوتار براديش.
- سورجيت سينغ بارنالا، الحاكم السابق لتاميل نادو.
- سجاد ظهير، عضو مؤسس للحزب الشيوعي الباكستاني.
- سيد سبتي الرازي، محافظ جهارخاند السابق.
- فيجاياراج سينديا، الراحل راجماتا من جواليور.
- ظفر علي نقفي عضو مجلس النواب.
- ذاكر حسين، ثالث رئيس للهند.

### التربية والعلوم
- شاكرافارتي، والد تعليم هندسة الإلكترونيات والاتصالات في الهند.
- ساندوك رويت، مؤسس معهد تيلجانجا لطب العيون.
- هاريش بوبتاني، أستاذ ورئيس مركز التصوير قبل السريري في جامعة ليفربول.
- إندر فيرما، أستاذ البيولوجيا الجزيئية.
- أتول كومار، كيميائي.
- سمع نعيم، كاتب وأكاديمي.
- فينود بهاكوني، عالم فيزياء حيوية.
- جيرجيش جوفيل، عالم فيزياء حيوية جزيئية.
- شيام سواروب أغاروال، اختصاصي المناعة.
- راجندرا براساد، أستاذ طب الرئة.
- رافي كانت، أستاذ الجراحة.
- راج كومار، أستاذ جراحة المخ والأعصاب.
- ريتو كاريدال، عالمة بمنظمة البحوث الفضائية الهندية.
- فرقان قمر أستاذ إدارة.

### الحكومي
- براجندرانهدي، عضو هندي مبكر في الخدمة المدنية الهندية.[22][23]
- إيشا باسانت جوشي، أول ضابطة في الخدمة الإدارية الهندية.
- آر إن كاو، موظف مدني، مؤسس ومدير أول لشركة جناح البحث والتحليل الهندي.

### المؤلفات
- علي جواد الزيدي، شاعر وناقد وكاتب ومناضل من أجل الحرية.
- أحمد علي، روائي باكستاني، كاتب قصة قصيرة وباحث.
- افتخار عارف، شاعر أردو وباحث ومفكر.
- كافي براديب، شاعر وشاعر غنائي.
- قرة العين حيدر، كاتب وروائي أوردو.
- نيتيا براكاش، مؤلفة وروائية.[24]
- عطية حسين، روائي بريطاني-هندي ومؤلف وكاتب ومذيع وصحفي وممثل.
- فينود ميهتا، صحفي وناقد وكاتب.
- روشان تقي، مؤرخ وكاتب.

### قانون
- أدارش سين أناند، كبير القضاة السابق في الهند والرئيس السابق للجنة الوطنية لحقوق الإنسان.
- فيشوامبار ديالو تريباثي  [لغات أخرى]‏، محامٍ وسياسي.
- ماهيندرا بال سينغ، عالم قانون.
- سينغ، فقيه.

### آخرون
- سوامي تشينماياناندا، مؤسس شينمايا ميشن.
- فينود ميهتا، صحفي.
- موهيني جيري، ناشطة اجتماعية، بادما بوشان.[25]
- سيما مصطفى صحفية.
- مانوج جوشي، صحفي.
- هاشم أختار نقفي - خطاط هندي.
- سوريش راينا، لاعب كريكيت هندي.
- أنوب جالوتا، مغني.[26]
- أميتاب بهاتاشاريا، شاعر غنائي ومغني تشغيل.

## روابط خارجية
- الموقع الرسمي
.